# Mimodriopea
Mimodriopea es un género de escarabajos longicornios de la tribu Acanthocinini que contiene una sola especie, Mimodriopea fuscofasciata. La especie fue descrita por Breuning en 1974.
Se distribuye por Filipinas. Mide aproximadamente 9 milímetros de longitud.